# NGC 2530
NGC 2530 is een balkspiraalstelsel in het sterrenbeeld Kreeft. Het hemelobject werd op 22 februari 1789 ontdekt door de Duits-Britse astronoom William Herschel.

## Synoniemen
- UGC 4237
- IRAS08050+1757
- MCG 3-21-20
- ZWG 88.38
- PGC 22827